# Vagnaren
Vagnaren är en sjö i Finspångs kommun i Östergötland och ingår i Nyköpingsåns huvudavrinningsområde. Sjön är 5,4 meter djup, har en yta på 0,425 kvadratkilometer och befinner sig 48,1 meter över havet. Sjön avvattnas av vattendraget Bokvarnsån (Svarttorpsån).

## Delavrinningsområde
Vagnaren ingår i det delavrinningsområde (653110-150202) som SMHI kallar för Inloppet i Hunn. Medelhöjden är 55 meter över havet och ytan är 2,65 kvadratkilometer. Räknas de 9 avrinningsområdena uppströms in blir den ackumulerade arean 216,28 kvadratkilometer. Bokvarnsån (Svarttorpsån) som avvattnar avrinningsområdet har biflödesordning 2, vilket innebär att vattnet flödar genom totalt 2 vattendrag innan det når havet efter 102 kilometer. Avrinningsområdet består mestadels av skog (62 procent) och öppen mark (10 procent). Avrinningsområdet har 0,43 kvadratkilometer vattenytor vilket ger det en sjöprocent på 16,1 procent.